# NGC 3796
NGC 3796 is een spiraalvormig sterrenstelsel in het sterrenbeeld Grote Beer. Het hemelobject werd op 19 maart 1790 ontdekt door de Duits-Britse astronoom William Herschel.

## Synoniemen
- UGC 6638
- MCG 10-17-39
- ZWG 292.18
- PGC 36215